# Conseil législatif d'Australie-Occidentale
Pour les autres articles nationaux ou selon les autres juridictions, voir Conseil législatif.
41e législature d'Australie-Occidentale
Parliament House (en)
Le Conseil législatif d'Australie-Occidentale (en anglais : Western Australian Legislative Council) est la chambre haute du Parlement d'Australie-Occidentale, un État de l'Australie. Elle siège à Perth, la capitale de l'État. 
Il compte 37 membres, élus pour un mandat fixe de quatre ans. Chaque membre est élu selon un système proportionnel et préférentiel en utilisant la méthode du vote unique transférable.

## Système électoral
Le Conseil législatif est doté de 37 sièges pourvus pour quatre ans au scrutin à vote unique transférable dans une unique circonscription couvrant l'État entier. Dans ce mode de scrutin, à finalité proportionnelle, les électeurs classent au moins autant de candidats que de sièges à pourvoir par ordre de préférences en écrivant un chiffre à côté de chacun de leurs noms sur le bulletin de vote, 1 étant la première préférence,. Jusqu'aux élections parlementaires de 2025, les sièges sont répartis entre six circonscriptions électorales, chacune en élisant six.
Dans la pratique, les candidats sont regroupés sur le bulletin de vote par partis, et les électeurs peuvent librement sélectionner l'ensemble des candidats de ce parti ou sélectionner des candidats de partis différents. Les électeurs ont cependant la possibilité de voter directement pour le parti de leur choix en cochant une seule case, auquel cas l'ensemble de leurs préférences sont attribuées aux candidats présentés par le parti dans l'ordre proposé par ce dernier. Les bulletins de vote sont imprimés avec les partis disposés horizontalement au-dessus d'une ligne sous laquelle leurs candidats sont disposés en colonnes verticales. Un vote directement par candidats est ainsi couramment appelé « En dessous de la Ligne » (Below the Line) et un vote par partis « Au dessus de la ligne » (Above the Line). Les partis ne sont pas contraints de présenter autant de candidats que de sièges à pourvoir, et dans le cas de petits partis, ces derniers tendent à en présenter un nombre restreint afin de limiter la dispersion des voix de leurs électeurs,.
Au moment du dépouillement, il est d'abord établi le quota de voix à atteindre par un candidat pour obtenir un siège en divisant le nombre de votes valides plus un par le nombre de sièges à pourvoir plus un. Les premières préférences sont d'abord comptées et le ou les candidats ayant directement atteint le quota sont élus. Pour chaque candidat élu, les secondes préférences de ses électeurs sont ajoutées au total des voix des candidats restants, permettant éventuellement à ces derniers d'atteindre à leur tour le quota. Si aucun candidat n'a atteint le quota dans la circonscription, ou qu'il reste des sièges à pourvoir après attribution des secondes préférences, le candidat arrivé dernier est éliminé et ses secondes préférences attribuées aux candidats restants. Si un candidat est élu ou éliminé et que ses secondes préférences vont à un candidat lui-même déjà élu ou éliminé, les préférences suivantes sont utilisées, et ainsi de suite. L'opération est renouvelée jusqu'à ce qu'autant de candidats que de sièges à pourvoir atteignent le quota.

## Fonctionnement
En vertu de la représentation proportionnelle, il n'est pas inhabituel pour un gouvernement, faute d'une majorité claire au sein du Conseil législatif, de compter sur le soutien de vote des membres indépendants et/ou de petits partis, tels que « Les Verts », pour légiférer. Comme pour tous les autres États et territoires australiens, le vote est obligatoire pour tous les citoyens résidents australiens et les citoyens britanniques éligibles(c'est-à-dire ceux ayant leur résidence permanente et figurant sur les listes électorales avant l'adoption de la Loi constitutionnelle sur l'Australie)-qui ont atteint l'âge légal de voter qui est de 18 ans. 
Comme seulement environ 35 % de la population de l'Australie-Occidentale se trouve en dehors de la zone métropolitaine de Perth, dans des villes et petites agglomérations dispersés sur une zone de plus de 2,6 millions de kilomètres carrés, l'État a toujours utilisé un système électoral zonalement pondéré pour les deux chambres du parlement. Cette disposition prévoit que le vote d'un citoyen de Perth, vaille effectivement moins que celle d'un électeur rural. La différence est moins marquée à l'Assemblée qu'au Conseil législatif, dont les régions métropolitaines sont numériquement pondérées afin que jusqu'à deux députés des régions rurales soient élus par le même nombre de voix que celles nécessaires pour élire un parlementaire de la capitale. Ce style de pondération n'a été adoptée par aucun autre État australien. Les critiques contre ce système ont provoqué souvent son abandon mais elles se sont considérablement modérées au cours des dernières années de sorte qu'elles n'ont pas obtenu l'appui suffisant de membres indépendants et de petits partis pour faire adopter les modifications nécessaires de la loi électorale. 
Alors que le Parti libéral et du Parti travailliste sont à la fois avantagés et désavantagés par ce système, il bénéficie fortement au Parti national. Pendant les années 1990, le premier ministre libéral Richard Court a examiné l'évolution du système sur le modèle de celui mis en place en Australie-Méridionale mais y a renoncé face à l'opposition du Parti national.
À la suite des élections parlementaires de 2021, le Parti travailliste, dirigé par le Premier ministre Mark McGowan, profite de sa majorité absolue obtenue au Conseil pour corriger le système avec l'adoption d'une nouvelle loi électorale. Cette dernière prévoit désormais l'élection de tous les conseillers à l'échelle de l'État.